# Irina Baženova
Irina Viktorovna Baženova (in russo Ирина Викторовна Баженова?; 6 giugno 1978) è una schermitrice russa, specializzata nella sciabola. Ha vinto due medaglie d'oro ai Campionati mondiali di scherma.

## Palmarès
In carriera ha conseguito i seguenti risultati:
- Mondiali di scherma

Nîmes 2001: oro nella sciabola a squadre.
Lisbona 2002: oro nella sciabola a squadre.
- Europei di scherma

Funchal 2000: oro nella sciabola a squadre.
Mosca 2002: oro nella sciabola a squadre e bronzo individuale.